# Ferită
Ferita ( Fe α – C ) este o soluție solidă a carbonului în fierul α ( Fe α ), cu rețea cubică cu volum centrat, cu proprietăți apropiate de fierul pur. Conținutul de carbon este de 0.002% la temperatura ambiantă și 0.0218% la 727grade Celsius. Își păstrează proprietățile magnetice până la 770grade Celsius, și este caracterizat de proprietăți mecanice ca plasticitate, ductilitate și tenacitate, dar fiind moale.

## Proprietăți
Proprietățile mecanice ale feritei au următoarele valori: Rm = 30daN/mm2, Rp0.2 = 18 daN/mm2, A5 = 40%, Z = 70%, HB = 80 daN/mm2, KCU = 20 daJ/cm2

## Tipuri și structuri
După domeniul și condițiile în care se produce ferita poate fi (tab.6.4 și 6.5):
- hipoeutectoidă (liberă sau preeutectoidă)
- eutectoidă (perlitică)

După aspectul microscopic, ferita apare de culoare deschisă și poate fi:
- poliedrică
- în rețea
- lamelară
- aciculară